# Mariscal (Trolebús de Quito)
Mariscal es la vigésimo octava parada del Corredor Trolebús, al norte de la ciudad de Quito. Se encuentra ubicada sobre la avenida 10 de Agosto, intersección con Jorge Washington, en la parroquia de La Mariscal. Fue construida durante la administración del alcalde Jamil Mahuad Witt, quien la inauguró el 19 de marzo de 1996, dentro del marco de la segunda etapa operativa del sistema, que venía funcionando desde diciembre de 1995 únicamente hasta la parada Teatro Sucre.
Toma su nombre del sector turístico aledaño, conocido simplemente como La Mariscal y que forma parte de la parroquia homónima, llamada así en honor a Antonio José de Sucre, Gran Mariscal de Ayacucho y héroe de la independencia latinoamericana, cuya silueta está representada en el icono del andén, la parada sirve al sector circundante, en donde se levantan hostales, locales comerciales, cadenas de comida rápida y varios edificios de apartamentos y oficinas. Desde este punto, y caminando hacia el oriente se puede acceder a toda la oferta turística de la mencionada Mariscal, mientras que caminando pocas cuadras hacia el occidente se puede llegar a la Universidad Central del Ecuador.
Esta parada marca el inicio del Recorrido Norte del Trolebús, es una parada muy importante por su afluencia y sus cercanías de importantes edificios como el Ministerio de Finanzas, o por ser un sector muy comercial.